# Христакис, Николас
Нико́лас Але́ксандрос Христа́кис (греч. Νικόλας Αλέξανδρος Χρηστάκης, английский вариант имени — Ни́колас Алекса́ндр Криста́кис (англ. Nicholas Alexander Christakis); род. 7 мая 1962, США) — греко-американский социолог, биолог и врач, известный исследованиями в области социальных сетей, социально-экономических и биосоциальных детерминант поведения, здоровья и долголетия. Стерлингский профессор социальных и естественных наук Йельского университета, где является руководителем научно-исследовательской лаборатории Human Nature Lab и содиректором (совместно с Дэниелом Спилменом) Йельского института сетевой науки (2013—н. в.). Фелло Института медицины (сегодня — Национальная академия медицины, 2006), Американской ассоциации содействия развитию науки (2010), Американской академии искусств и наук (2017). Член НАН США (2024).
Вошёл в список 100 самых влиятельных людей в мире «Time 100» по версии журнала «Time» (2009) и дважды в список Топ-100 мировых мыслителей по версии журнала «Foreign Policy» (2009, 2010).
h-индекс = 88, процитирован > 45 600 раз.

## Биография

### Ранние годы
Родился в семье учёного Александроса Христакиса, выходца с Крита (Греция), и Элени Саранди, родом из Константинополя (Турция). В 1965—1968 годах жил в Греции, после чего вернулся в Вашингтон (США).

### Образование
Йельский университет (бакалавр биологии, 1984), Гарвардская школа общественного здравоохранения (магистр общественного здравоохранения (MPH), 1988), Гарвардская медицинская школа (доктор медицины, 1989), Пенсильванский университет (доктор философии, 1995), резидентура по внутренним болезням (Медицинский центр Пенсильванского университета, 1989—1991).
Имеет сертификат от Американского совета по внутренней медицине (1993).

### Карьера

#### Преподаватель
1987—1988: преподаватель (неполная ставка) департамента истории науки Гарвардского университета.
Помощник преподавателя (1990—1991), младший научный сотрудник (1991—1994), преподаватель (1994—1995) департамента медицины Пенсильванского университета.
Ассистент-профессор (1995—1998), профессор (2001) департаментов социологии и медицины Чикагского университета.
1999—2001: ассоциированный профессор департамента медицины Чикагского университета.
2001—2013: профессор медицинской социологии департамента политики в области здравоохранения Гарвардской медицинской школы.
2005—2013: профессор департамента социологии Гарвардского университета.
2009—2013: профессор департамента медицины Гарвардской медицинской школы.
2013—н. в.: профессор департамента медицины Йельского университета, с 2018 года — стерлингский профессор.
2018—2019: старший директор Университета Apple.
Приглашённый профессор университетов Австралии (1999, 2000).

#### Врач
1995—2001: врач-ординатор Медицинского центра Чикагского университета.
1999—2001: медик хосписа.
2002—2006: врач-ординатор Массачусетской больницы общего профиля в Бостоне.
2006—2013: врач-ординатор больницы Маунт-Оберн.
2013—н. в.: врач Yale-New Haven Hospital.
Автор и редактор нескольких книг, а также многочисленных научных статей.
Член редакционных коллегий журналов «Law, Medicine & Ethics» (1988—1995), «IRB: A Review of Human Subjects Research» (1993—2000), «Journal of Palliative Medicine» (1998—2006), «British Medical Journal» (1999—2006), помощник редактора «American Journal of Sociology» (2000—2001) и «Palliative Medicine» (2002—2011).
Имеет патенты.
В совершенстве владеет греческим, а также французским и испанским языками.

## Научно-исследовательская деятельность
Христакис использует количественные методы (например, математические модели, статистический анализ и эксперимент) для изучения социальных сетей и других социальных факторов, влияющих на здоровье. В своей работе основное внимание уделяет сетевой науке и социобиологии, а также эпидемиологии, демографии, социологии, психогенетике, генетике.
Исследования, проведённые Николасом А. Христакисом и Джеймсом Х. Фаулером, показали, что различные свойства, такие как ожирение, курение и счастье, не являются исключительно индивидуальными, но возникают также через механизмы социального заражения в социальных сетях.
Исследования лаборатории Христакиса проводятся на гранты Национальных институтов здравоохранения, Фонда Роберта Вуда Джонсона, Фонда Билла и Мелинды Гейтс и др.

## Защита свободы слова
Будучи сотрудником Гарвардского и Йельского университетов, вместе со своей супругой принимал активное участие в защите свободы слова.

## Личная жизнь
С 1991 года женат на педагоге и писателе Эрике Христакис, в браке с которой имеет троих детей. Проживает в Нью-Хейвене (Коннектикут).

## Награды и премии
- 1984 — Chittenden Prize
- 1984 — Montaigne Prize
- 1988 — Bowdoin Prize
- 1992 — Lee B. Lusted Prize
- 1996 — Digby Baltzell Prize
- 2006 — Distinguished Researcher Award[7]

## Публикации

### Книги
- Death Foretold: Prophecy and Prognosis in Medical Care (1999)
- Connected: The Surprising Power of Our Social Networks and How They Shape Our Lives (2009)[30]
- Blueprint: The Evolutionary Origins of a Good Society (2019)

### Статьи
- Christakis, NA; Allison, P.D. Mortality after the Hospitalization of a Spouse (англ.) // New England Journal of Medicine : journal. — 2006. — Vol. 354, no. 7. — P. 719—730. — doi:10.1056/NEJMsa050196. — PMID 16481639. Архивировано 10 августа 2017 года.
- Christakis, NA; Fowler, J.H. The Spread of Obesity in a Large Social Network Over 32 Years (англ.) // New England Journal of Medicine : journal. — 2007. — Vol. 357, no. 4. — P. 370—379. — doi:10.1056/NEJMsa066082. — PMID 17652652. Архивировано 18 ноября 2015 года.
- Elwert, F; Christakis, N.A. The Effect of Widowhood on Mortality by the Causes of Death of Both Spouses (англ.) // American Journal of Public Health[англ.] : journal. — 2008. — Vol. 98, no. 11. — P. 2092—2098. — doi:10.2105/AJPH.2007.114348. — PMID 18511733. — PMC 2636447. Архивировано 4 марта 2016 года.
- Christakis, NA; Fowler, J.H. Quitting in Droves: Collective Dynamics of Smoking Behavior in a Large Social Network (англ.) // New England Journal of Medicine : journal. — 2008. — Vol. 358, no. 21. — P. 2249—2258. — doi:10.1056/NEJMsa0706154. — PMID 18499567. — PMC 2822344. Архивировано 10 августа 2017 года.
- Fowler, JH; Christakis, N.A. The Dynamic Spread of Happiness in a Large Social Network (англ.) // British Medical Journal : journal. — 2009. — Vol. 337, no. 768. — P. a2338. — doi:10.1136/bmj.a2338. — PMID 19056788. — PMC 2600606. Архивировано 18 ноября 2015 года.
- Fowler, JH; Dawes, CT; Christakis, N.A. Model of genetic variation in human social networks (англ.) // Proceedings of the National Academy of Sciences of the United States of America : journal. — 2009. — Vol. 106, no. 6. — P. 1720—1724. — doi:10.1073/pnas.0806746106. — Bibcode: 2009PNAS..106.1720F. — PMID 19171900. — PMC 2644104. Архивировано 9 августа 2017 года.
- Fowler, JH; Christakis, N.A. Cooperative Behavior Cascades in Human Social Networks (англ.) // Proceedings of the National Academy of Sciences of the United States of America : journal. — 2010. — Vol. 107, no. 12. — P. 5334—5338. — doi:10.1073/pnas.0913149107. — Bibcode: 2010PNAS..107.5334F. — arXiv:0908.3497. — PMID 20212120. — PMC 2851803. Архивировано 9 августа 2017 года.
- Christakis, NA; Fowler, J.H. Social Network Sensors for Early Detection of Contagious Outbreaks (англ.) // PLoS ONE : journal. — 2010. — Vol. 5, no. 9. — P. e12948. — doi:10.1371/journal.pone.0012948. — Bibcode: 2010PLoSO...512948C. — arXiv:1004.4792. — PMID 20856792. — PMC 2939797. Архивировано 10 августа 2017 года.
- Fowler, JH; Settle, JE; Christakis, N.A. Correlated Genotypes in Friendship Networks (англ.) // Proceedings of the National Academy of Sciences of the United States of America : journal. — 2011. — Vol. 108, no. 5. — P. 1993—1997. — doi:10.1073/pnas.1011687108. — Bibcode: 2011PNAS..108.1993F. — PMID 21245293. — PMC 3033315. Архивировано 9 августа 2017 года.
- Rand, DG; Arbesman, S; Christakis, N.A. Dynamic Social Networks Promote Cooperation in Experiments with Humans (англ.) // Proceedings of the National Academy of Sciences of the United States of America : journal. — 2011. — Vol. 108, no. 48. — P. 19193—19198. — doi:10.1073/pnas.1108243108. — Bibcode: 2011PNAS..10819193R. — PMID 22084103. — PMC 3228461. Архивировано 10 августа 2017 года.
- Apicella, CL; Marlowe, FW; Fowler, JH; Christakis, N.A. Social Networks and Cooperation in Hunter-Gatherers (англ.) // Nature : journal. — 2012. — Vol. 481, no. 7382. — P. 497—501. — doi:10.1038/nature10736. — Bibcode: 2012Natur.481..497A. Архивировано 15 декабря 2017 года.
- Christakis, NA; Fowler, J.H. Friendship and Natural Selection (англ.) // Proceedings of the National Academy of Sciences of the United States of America : journal. — 2014. — Vol. 111, no. 3. — P. 10796—10801. — doi:10.1073/pnas.1400825111. — Bibcode: 2014PNAS..111S0796C. — arXiv:1308.5257.
- Nishi, CL; Shirado, FW; Rand, DG; Christakis, N.A. Inequality and Visibility of Wealth in Experimental Social Networks (англ.) // Nature : journal. — 2015. — Vol. 526, no. 7382. — P. 426—429. — doi:10.1038/nature15392. — Bibcode: 2015Natur.526..426N. — PMID 26352469.
- Kim, DA; Hwong, AR; Stafford, D; Hughes, DA; O'Malley, AJ; Fowler, JH; Christakis, N.A. Social Network Targeting to Maximize Population Behavior Change: A Cluster Randomised Controlled Trial (англ.) // The Lancet : journal. — Elsevier, 2015. — Vol. 386. — P. 145—153. — doi:10.1016/s0140-6736(15)60095-2.
- Shirado, H; Christakis, N.A. Locally Noisy Autonomous Agents Improve Global Human Coordination in Network Experiments (англ.) // Nature : journal. — 2017. — Vol. 545. — P. 370—374. — doi:10.1038/nature22332. — Bibcode: 2017Natur.545..370S.